# Diadasina specularis
Diadasina specularis là một loài Hymenoptera trong họ Apidae. Loài này được Vachal mô tả khoa học năm 1909.